# William Warburton
William Warburton ( Newark-on-Trent, 24 de diciembre de 1698 – Gloucester, 7 de junio de 1779 ) fue un escritor, crítico literario y clérigo británico, obispo de Gloucester desde 1759 hasta su muerte. Editó importantes ediciones de obras de Alexander Pope y William Shakespeare. 

## Biografía
Casado con en 1745 con Gertrude Tucker.

### Obras literarias
En 1727, Warburton escribió unas notas para la edición de una obra de Shakespeare por parte de Lewis Theobald. También publicó el opúsculo titulado Critical and Philosophical Enquiry into the Causes of Miracles (Investigación crítica y filosófica sobre las causas de los milagros) y contribuyó anónimamente a un panfleto sobre la jurisdicción del Tribunal de Cancillería, The Legal Judicature in Chancery declarou (1727). Este fue respuesta a otro panfleto anónimo escrito por Philip Yorke, más tarde Lord canciller.

#### Divine Legation
Después de Alliance between Church and Stat (Alianza entre Iglesia y Estado), su siguiente y más conocida obra, Divine Legation of Moses demonstrated on the Principles of a Religious Deist (Legación divina de Moisés sobre los principios de un deísta religioso, aparecida entre 1738 y 1741 en dos volúmenes), preserva su nombre como el autor de la obra más audaz e ingeniosa sobre paradojas teológicas. Los deístas hicieron de la ausencia de referencia a una vida futura una objeción a la autoridad divina de los escritos de Moisés. Warburton admitió valientemente el hecho y lo utilizó contra su adversario, sosteniendo que ningún legislador humano habría omitido tal sanción de moralidad. El extraordinario poder, conocimiento y originalidad de Warburton fueron reconocidos por todos, aunque despertó sospechas por su silencio ante las supuestas herejías de Conyers Middleton. El libro generó mucha controversia. En el panfleto "Observaciones" (1742) respondió a John Tillard, y en el opúsculo Remarks on Several Occasional Reflections (Comentarios sobre varias reflexiones ocasionales, 1744-1745) responde a críticos como Akenside, Conyers Middleton (que había sido su amigo), Richard Pococke, Nicholas Mann, Richard Gray, Henry Stebbing y otros. Dado que caracterizó a sus oponentes en general como la "pestilente manada de libertinos escritorzuelos que infestan la isla", no sorprende que la publicación del libro creara tantos enemigos acérrimos.

### Defensa de Alexander Pope
En busca de paradojas o incapaz de reconocer las ideas novedosas del Essay on Man ( Ensayo sobre el hombre ) de Alexander Pope, Warburton lo defendió contra el Exame de Jean Pierre de Crousaz a través de una serie de artículos que reunió con el título The Works of the Learned, en 1738-1739. Siempre ha sido dudoso que Pope entendiera la posición de Warburton, pero no hay duda de que se contentaba con un apologista y de que a largo plazo el jeu d'esprit de Warburton ayudó a Pope más que toda su propia erudición. Esto dio lugar a una sincera amistad entre ambos hombres, y Pope promovió a Warburton como colaborador literario y editor. Como parte de este esfuerzo, en una edición de 1743 de la Dunciad, publicada bajo la dirección de Warburton, Pope persuadió a Warburton para que añadiera un cuarto libro y alentó el reemplazo de Colley Cibber por Lewis Theobald como el "héroe" del poema. A su muerte, en 1744, el testamento de Pope legó a Warburton la mitad de su biblioteca, así como los derechos de autor de todas sus obras impresas. Warburton publicaría más tarde una edición completa de los escritos de Pope, en 1751. 

### Edición de Shakespeare
En 1747 se publicó su edición de Shakespeare, incorporando material de la edición anterior de Pope. Previamente había confiado notas y enmiendas sobre Shakespeare a Sir Thomas Hanmer, cuyo uso no autorizado de ellas dio lugar a una acalorada controversia. También acusó a Lewis Theobald, con quien mantuvo correspondencia sobre cuestiones shakespearianas ya en 1727, de robarle sus ideas y negó su capacidad crítica. 

### Obras posteriores
Warburton se mantuvo ocupado además respondiendo a los ataques a su Ensayo sobre el hombre desde todos los sectores, por una disputa con Bolingbroke respecto a la conducta de Pope en el caso del Rey Patriota de Bolingbroke, y por una afirmación en 1750 de la supuesta interrupción milagrosa de la reconstrucción del templo en Jerusalén emprendida por Julian, en respuesta a Conyers Middleton. Según la undécima edición de la Enciclopedia Británica, «la manera de Warburton de tratar a sus oponentes era insolente y rencorosa, pero no le hacía daño».
Continuó escribiendo mientras los achaques de la edad se lo permitieron, recopilando y publicando sus sermones e intentando completar la Legación Divina, otros fragmentos de la cual se publicaron con sus obras póstumas. Escribió una defensa de la religión revelada en su Visión de la filosofía de Lord Bolingbroke (1754), y la Historia natural de la religión de Hume presentó algunas observaciones en Remarks ... by a gentleman of Cambridge ( Observaciones... por un caballero de Cambridge, 1757) de Warburton, en el que su amigo y biógrafo, Richard Hurd, tuvo participación.
En 1762 lanzó un vigoroso ataque contra el metodismo bajo el título de The Doctrine of Grace ( La Doctrina de la Gracia ). También estuvo involucrado en una gran controversia con Robert Lowth, más tarde obispo de Londres, sobre el Libro de Job, en la que Lowth presentó acusaciones de falta de conocimiento y de insolencia que no admitían negación. Su último acto importante fue fundar en 1768 la conferencia warburtoniana en Lincoln's Inn, "para demostrar la verdad de la religión revelada... de la Roma papal".